# Radio Austria AG
Die Radio-Austria AG war ein in Wien ansässiges Telekommunikationsunternehmen mit verschiedenen Tätigkeitsbereichen wie Telegramm-, Telex und Datenübertragungsdiensten. Das Unternehmen wurde 1923, als Folge des durch die Einwirkungen des Ersten Weltkrieges vielfach unbrauchbar gewordenen drahtgebundenen Nachrichtenverbindungen gegründet, um mittels Funktechnik als auch Text- und Datenübertragung schriftliche Kommunikationsdienste anbieten zu können. Im Jahr 2002 erfolgte die Eingliederung in die Telekom Austria und damit das Ende des eigenständigen Betriebs.

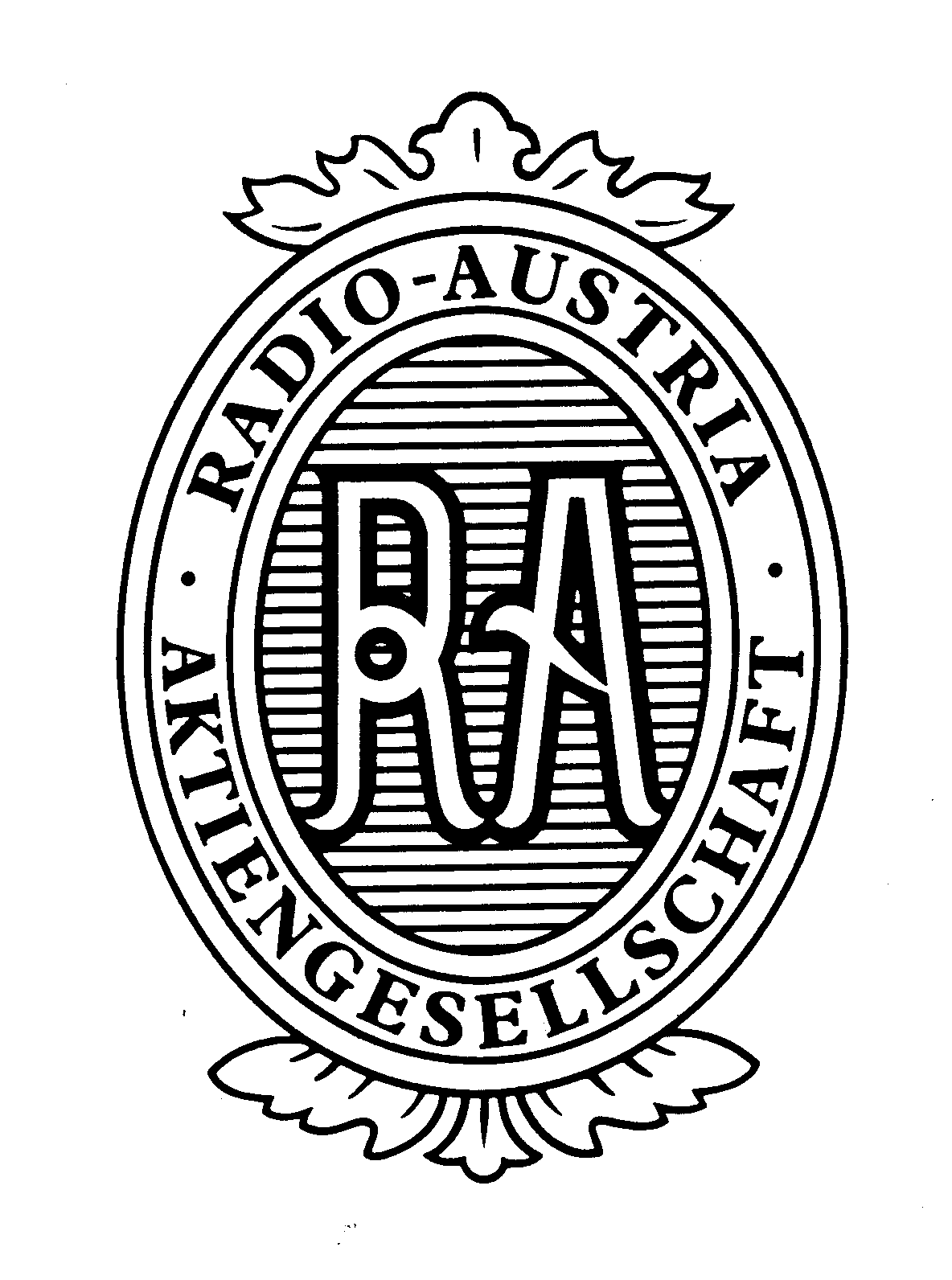
Emblem der Radio-Austria AG

## Unternehmensgeschichte
Nachdem am 18. September 1922 die Konzession für einen Radiobetrieb erteilt wurde, wurde 1923 die österreichische Marconi A.G. gegründet. Noch im gleichen Jahr erfolgte die Umbenennung in Radio-Austria AG. 1924 wurde der Sendebetrieb des Funktelegrammdienstes aufgenommen. Mit dem Anschluss Österreichs 1938 wurde die Radio-Austria AG dem Deutschen Reichspostministerium unterstellt. Mit Ende des Zweiten Weltkriegs wurde der Funkverkehr zwischenzeitlich eingestellt. Es wurde eine neue Sendekonzession beantragt und 1955 befanden sich 100 % des Aktienkapitals im Eigentum der Republik Österreich. Ein Jahr später nahm das Unternehmen den öffentlichen Telexverkehr in die Vereinigten Staaten auf dem Funkweg in den Betrieb.
1962 erhielt die Radio-Austria AG die Bewilligung zur Durchführung des öffentlichen Telexverkehrs mit außereuropäischen Ländern auf dem Funk- und Kabelweg. 1976 erfolgte die Inbetriebnahme der rechnergesteuerten Telegramm- und Telexvermittlungssysteme TAURA und ELTEX. Zwei Jahre später wurde der Datenübertragungsdienst RADAUSDATA mit den Vereinigten Staaten eröffnet. Im Rahmen eines Arbeitsübereinkommens mit der Post- und Telegraphenverwaltung 1981 wurde Radio-Austria mit der Durchführung der Fernmeldedienste beauftragt. Zwei Jahre später erfolgte die Eröffnung des Telepost/Bureaufax-Dienstes. 1985 nahm Radio-Austria den öffentlichen E-Mail-Dienst TELEBOX in Betrieb. 
Von 1986 bis 1989 baute die Radio-Austria AG ihr neues Verwaltungsgebäude. Nach dessen Eröffnung gingen noch im selben Jahr die EDIFACT-Services in Betrieb. 1990 folgte die Betriebsaufnahme des Elektronischen Rechtsverkehrs (ERV) und X.400. 1991 wurden auch RAMONA, RAFAX und TELEHOUSING und 1992 FREDI, TELEHOST und VSAT in Betrieb genommen. 1995 folgten EDI-LOHN und EDI-USTZM.
1996 wurde aus der Radio-Austria AG die Datakom Austria. Noch im gleichen Jahr startete A-Online und Corporate Networks. 1997 wurden DDL und Datastream in Betrieb genommen. 1998 starteten EDI-SOZIAL, Voice over IP, POS-Lösungen (Datacash), FinanzOnline, EDI-Zoll und Unified Messaging.
1999 wurde Datakom Zertifizierungsstelle für Digitale Signaturen (A-Sign). Es folgte daraufhin die Einführung von DaMe, der Start von datashop und databiz, European Business Register, sowie des Rückverkehrs im ERV und die Übernahme der Net-at-Work Datenhandels und Kommunikations GmbH 2000 wurde der internationale Telegrammdienst eingestellt. Im selben Jahr erfolgte die Einführung der elektronischen Beschaffung als Betreibermodell. Datakom wurde daraufhin Dienstleister und Netzwerkintegrator im Telekomkonzern. Im folgenden Jahr baute Datakom sein eigenes ASP-Zentrum auf und führte b-secure ein. Zudem erfolgte die Betriebsaufnahme von LIC+.
2002 startete Datakom den elektronischen Handel. Zudem wurde der internationale Telexdienst abgeschaltet. Kurze Zeit später wurde Datakom vollständig in die Telekom Austria integriert, womit die selbstständige Betriebsgeschichte endete.
Quelle:

## Technische Entwicklung

### Radiotelegraphie und Kurzwellenfunk

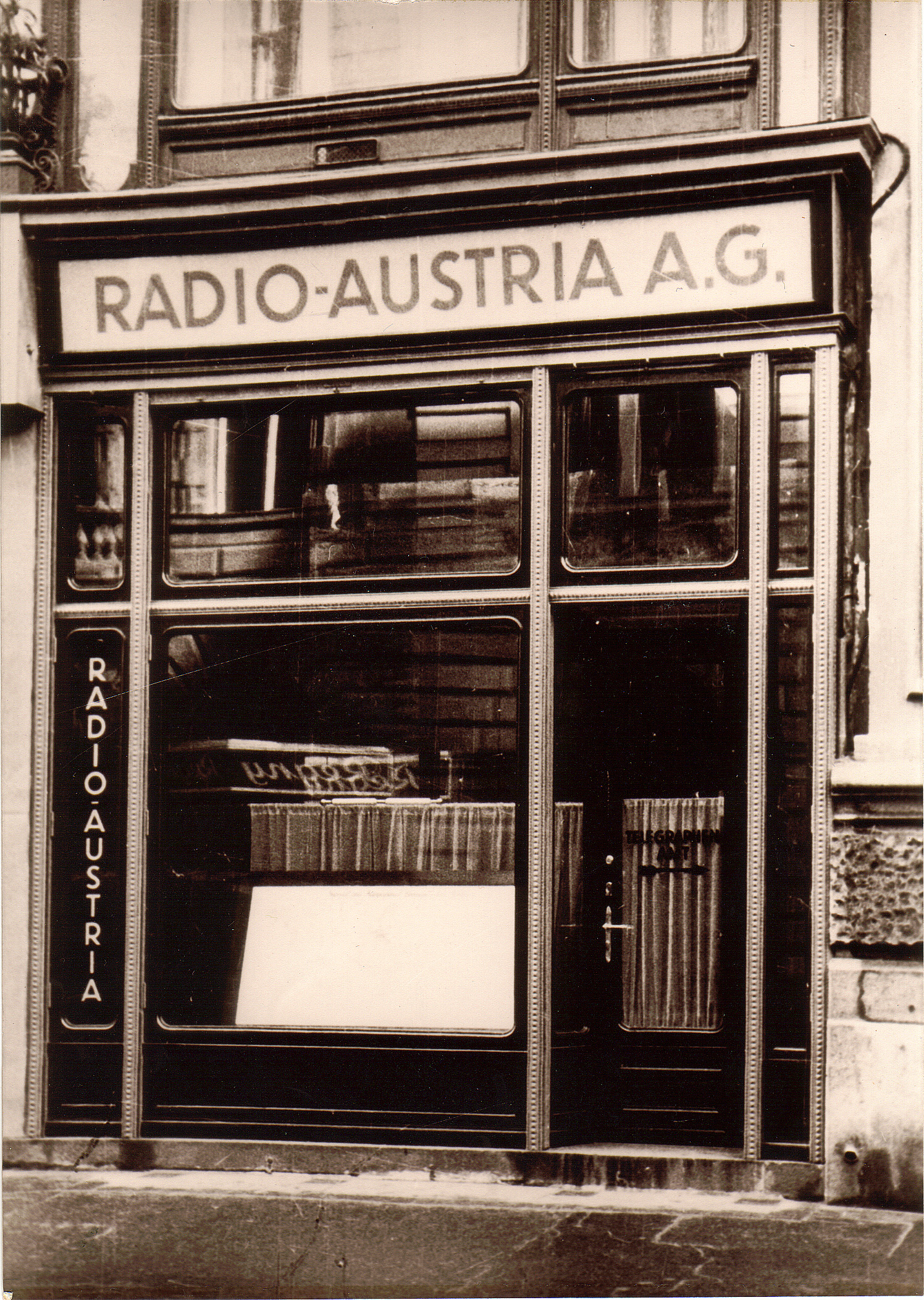
RA Telegrammannahme 1929

Alte, noch von der k.u.k. Heeresverwaltung errichtete Funkanlagen, wurden mit der Gründung der Gesellschaft im Jahre 1923 durch Technik der Marconi Company ersetzt. Dies waren Schnelltelegraphieempfänger (Wien Laaerberg) und Langwellensender (Deutsch-Altenburg) im Vollduplexbetrieb. Der Betrieb selbst wurde in der Zentrale in Wien, Renngasse 14, durchgeführt. Mit der Entdeckung der vorteilhaften Kurzwelle, wurden bald die Sende- und Empfangsanlagen in diese Frequenzbereiche umgestellt. 1929 wurden 20,7 Millionen Worte mit Morsefunk und Radiotelegramm in das Ausland übermittelt. Vor Ausbruch des Zweiten Weltkrieges wurden 21 Funkverbindungen, davon 3 außereuropäische Verkehrsbeziehungen, betrieben. Nach dem Wiederaufbau der Anlagen im Jahre 1946 wurde der Morsefunk sukzessive durch Funkfernschreiben ersetzt. Bereits ab 1955 wurden Funk-Übertragungssysteme mit automatischer Fehlerkorrektur (ARQ-Protokoll) eingesetzt. Diese neue Technologie erlaubte „Telex nach Übersee“ und den Zusammenschluss des österreichischen Telexnetzes mit der Telexvermittlung der Radio-Austria AG.
Die Radio-Austria war eine der ersten Betriebsgesellschaften in Europa, die sich mit dem Telexdienst nach Übersee befasste. Hatte die Radio-Austria schon im Telegraphenverkehr eine beachtliche Stellung als Transitland eingenommen, so war es ihr innerhalb kurzer Zeit gelungen, diese Funktion auch für den Telexdienst aufzubauen.

### Tiefseekabel und Fernmeldesatelliten
Ab 1965 wurden allmählich die kostenintensiven Übersee-Funkverbindungen durch Anmietung von Rechten in Tiefseekabel und Fernmeldesatelliten ersetzt.

### Computergesteuerte Vermittlungssysteme
1976 wurde die erste computergesteuerte Telegrammautomatik in Europa, TAURA genannt, in Betrieb genommen. Ebenso wurde 1976 die elektromechanische Telexvermittlung durch eine rechnergesteuerte ELTEX Anlage ersetzt.

### Datenübertragung und Mehrwertdienste
Unter dem Titel "Radausdata" wurden bereits 1978 Datenübertragungs- und Datenbankdienste nach den USA in X.25 Technologie angeboten. In der Folge eröffneten sich frühzeitig Möglichkeiten für öffentliche E-Mail-Dienste wie TELEBOX, X.400, Elektronischer Rechtsverkehr ERV, Datenbankdienste TELEHOST und EDIFACT. Einige dieser Dienstleistungen werden gegenwärtig in Internet-Technologie angeboten und weiterentwickelt.

## Generaldirektoren
- 1923–1951 F. Leist
- 1951–1970 H. Wenzel
- 1970–1980 J. Koiner
- 1980–1988 F. Zimmermann
- 1989–2001 K. Martinek

## Standorte

### Betriebszentralen in Wien
Von 1923 bis 1989 befand sich die Betriebszentrale der Radio-Austria AG in unmittelbarer Nähe der Telegraphenzentralstation im 1. Wiener Gemeindebezirk beim Börseplatz an der Adresse Renngasse 14. 1989 wurde der Sitz der Gesellschaft in den 4. Wiener Gemeindebezirk an die Wiedner Hauptstraße 73 verlegt, wo er sich bis zu ihrer Auflösung befand.

### Sendestation Deutsch-Altenburg

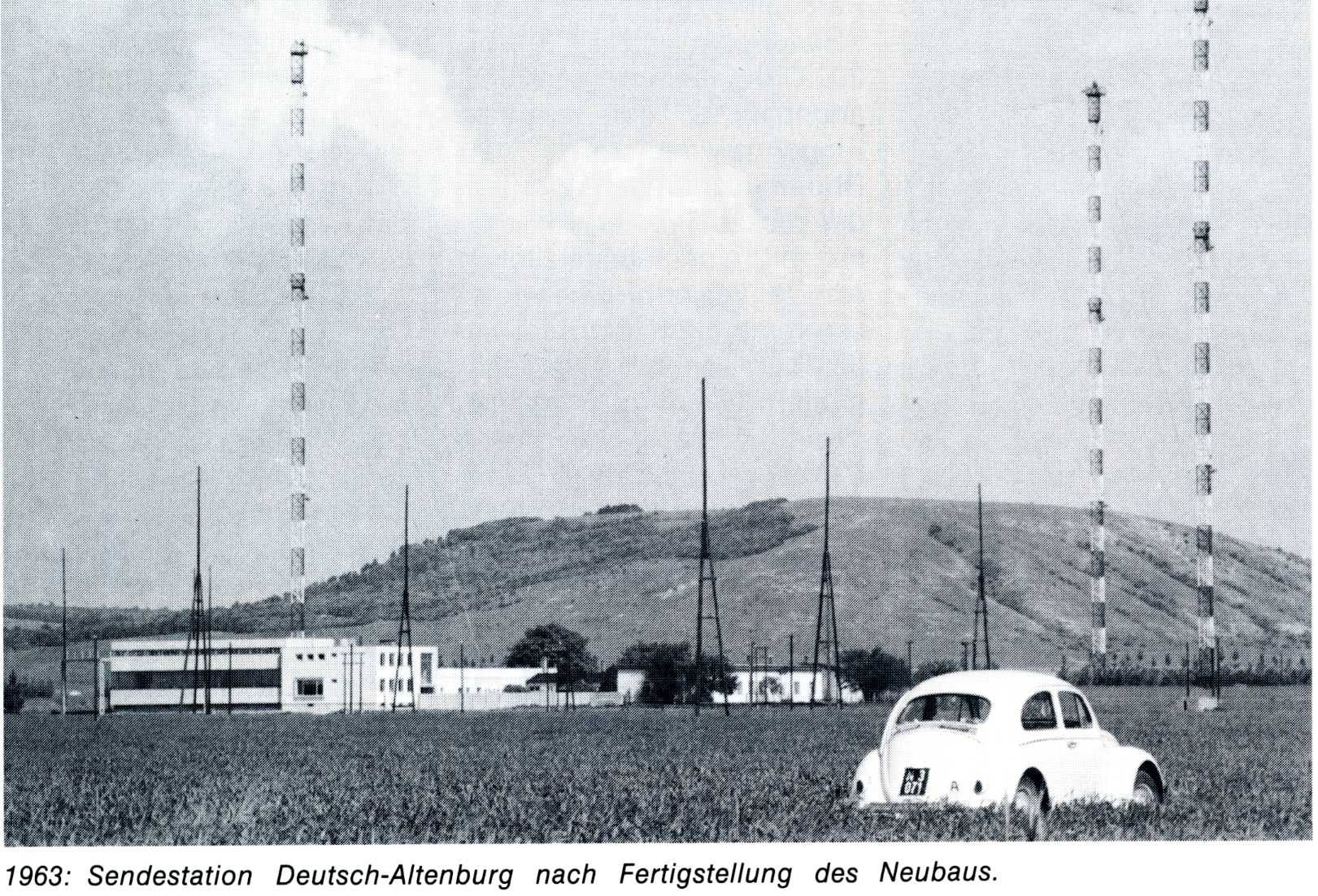
Sendestation 1963

Die Sendestation in Bad Deutsch-Altenburg war im Ersten Weltkrieg von der damaligen k.u.k. Post- und Telegraphenverwaltung errichtet worden, um den durch den Ersten Weltkrieg behinderten Telegraphenverkehr mit dem Ausland durch Aufnahme von Funkverbindungen zu verbessern. 1945 vor Kriegsende wurden die Gebäude und Antennenanlagen inkl. eines 150 m hohen LW-Antennenmastes gesprengt und erst allmählich unter schwierigen Bedingungen wieder aufgebaut. 1965 wurden 19 zum Teil vollautomatische Sender mit Leistungen bis zu 30 kW betrieben. In der Folge verdrängten Tiefseekabel und Fernmeldesatelliten den Kurzwellenfunk. 1985 wurde die Anlage geschlossen.

### Empfangsstation Laaerberg

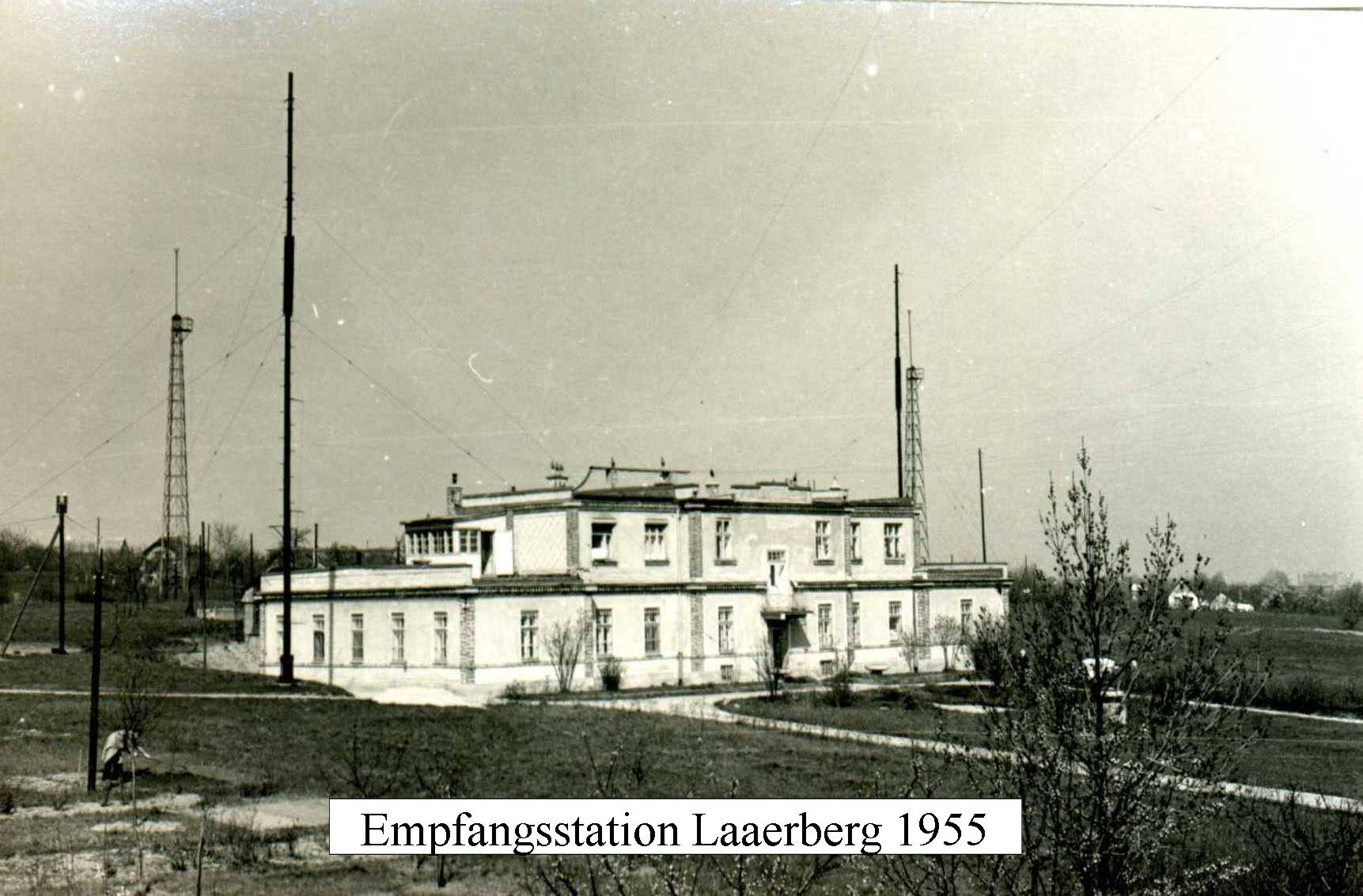
Empfangsstation 1955

1912 begann man mit dem Bau der zentralen Radiotelegraphiestation am Laaer Berg an der südlichen Stadtgrenze Wiens. Diese Anlage sollte die Verbindung der Oberkommanden und Ministerien mit den k.u.k. Armee- und Marineeinheiten herstellen. Nach dem Krieg ging sie in den Besitz der Österreichischen Telegraphenverwaltung über und wurde – wie auch die Sendestation Deutsch-Altenburg – als Gegenwert für ein Drittel des Aktienanteils an der Radio-Austria eingebracht.

## Radio Austria 2019
Unter dem Namen Radio Austria startete die Fellner-Gruppe am österreichischen Nationalfeiertag, dem 26. Oktober 2019, den zweiten privaten österreichweiten Rundfunksender. Im Großen und Ganzen wurden die Frequenzen von Antenne Salzburg, Antenne Tirol und Radio Ö24 übernommen.